# Pouillot de Pallas
Phylloscopus proregulus
Espèce
Statut de conservation UICN

 LC  : Préoccupation mineure
Le Pouillot de Pallas (Phylloscopus proregulus (Pallas, 1811)) est une espèce de passereaux appartenant à la famille des Phylloscopidae.